# Sconfort Zone
Sconfort Zone è una serie televisiva italiana ideata e interpretata da Maccio Capatonda, distribuita sulla piattaforma Prime Video.

## Premessa
Stufo della crisi creativa che lo blocca da mesi e mette a rischio la realizzazione della sua serie TV, Maccio Capatonda decide di affidarsi alle cure dell’eccentrico dottor Braggadocio: una terapia d’urto che lo costringe ad affrontare una sfida ogni settimana, per rivivere le sue più grandi paure e uscire dalla sua zona di comfort.

## Interpreti
- Maccio Capatonda nel ruolo di sé stesso
- Francesca Inaudi nel ruolo di Myriam, la fidanzata di Maccio
- Giorgio Montanini nel ruolo del medico Arnaldo Braggadocio
- Valerio Desirò nel ruolo di Valerio
- Camilla Filippi nel ruolo di Laura
- Edoardo Ferrario nel ruolo di sé stesso
- Gianluca Fru nel ruolo di sé stesso
- Valerio Lundini nel ruolo di sé stesso
- Dario Cassini nel ruolo di Burnetti

## Episodi
| Stagione       | Episodi | Prima TV |
| -------------- | ------- | -------- |
| Prima stagione | 6       | 2025     |

## Produzione
La serie è prodotta da Banijay Italia in collaborazione con Prime Video. È stata scritta da Marcello Macchia, Alessandro Bosi, Mary Stella Brugiati e Valerio Desirò e diretta da Alessio Dogana e Marcello Macchia.

## Distribuzione
La serie è stata distribuita il 20 marzo 2025 sulla piattaforma di streaming Prime Video.

## Riconoscimenti
- Nastri d'argento - Grandi Serie
  - 2025 – Candidatura alla miglior serie TV - Commedia[4]